# Balatonfenyves
Balatonfenyves é um município da Hungria, situado no condado de Somogy. Tem 51,93 km² de área e sua população, em 2019, foi estimada em 1.833 habitantes.